# Controvérsias sobre Ellen G. White

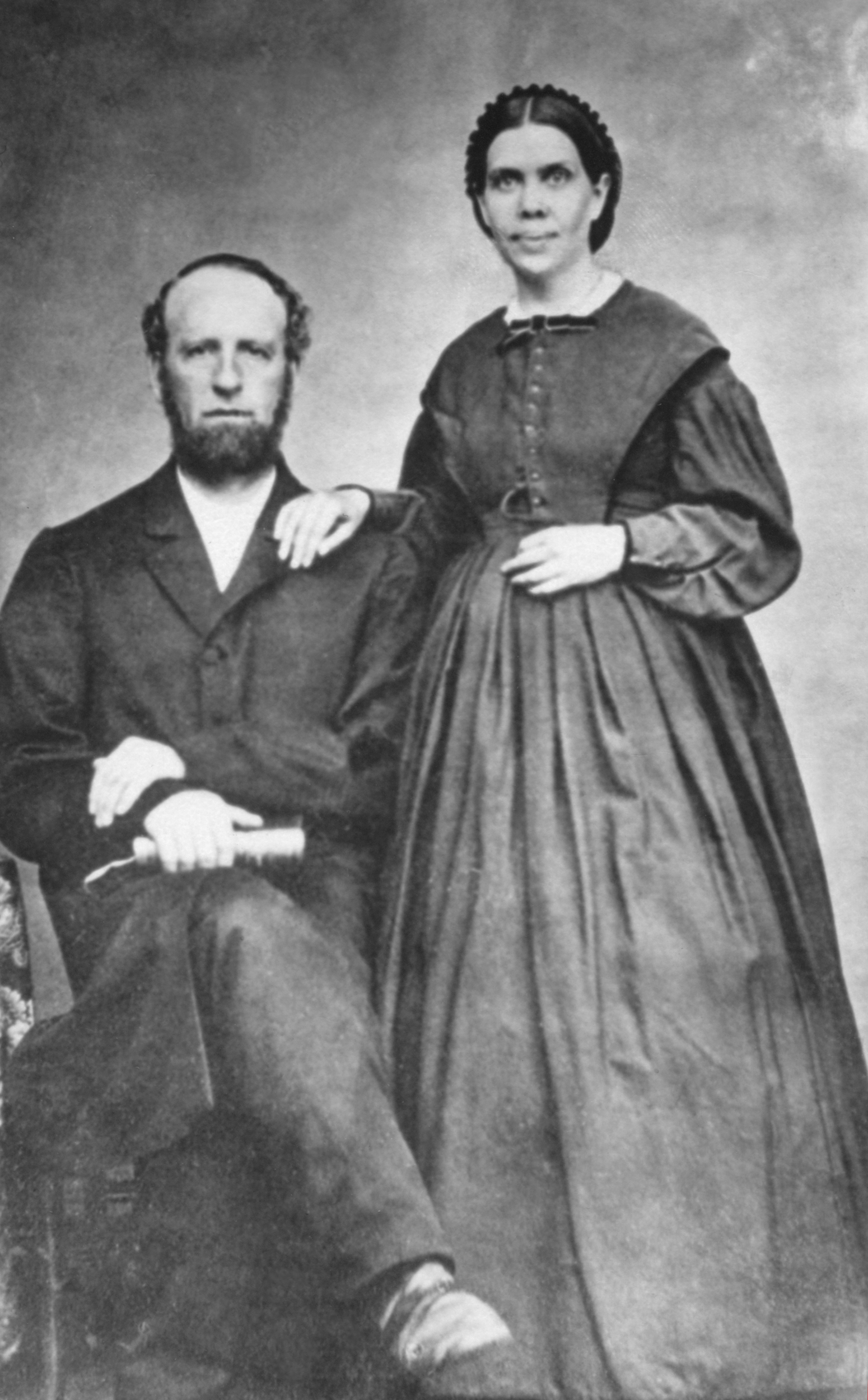
Ellen White com seu marido, James White.

Controvérsias sobre Ellen G. White são as polêmicas envolvendo a líder religiosa americana Ellen Gould White (1827 - 1915). Co-fundadora do adventismo e da Igreja Adventista do Sétimo Dia, escreveu numerosos textos religiosos no século XIX.

## Textos

### Masturbação
Com intenção de advertir os adventistas da época, Ellen G. White publicou em 1864 conselhos relacionado à masturbação no folheto sob o título An Appeal to Mothers: The Great Cause of the Physical, Mental, and Moral Ruin of Children of Our Time (Um Apelo às Mães: A Grande Causa da Ruína Física, Mental e Moral de Nossa Época).

"Sinto-me alarmada com aquelas crianças… que pelo vício solitário estão se arruinando… ouvi numerosas queixas de dor de cabeça, catarro, tontura, nervosismo, dor nos ombros e do lado, perda de apetite, dor nas costa e membros… e não percebestes ter havido uma deficiência na saúde mental de vossos filhos?… A indulgência secreta [masturbação] é, em muitos casos, a única causa real das numerosas queixas da juventude" (págs. 11, 13).

"A condição do mundo é alarmante. Por toda parte que olhemos vemos imbecilidade, nanismo, membros aleijados, cabeças mal formadas e deformidade de toda descrição… Hábitos corrompidos estão dissipando sua energia, e trazendo-lhes enfermidades repugnantes e complicadas… As crianças que praticam a auto-indulgência [masturbação]… devem pagar a penalidade" (pág. 14).

"Prosseguindo a prática desde os 15 anos ou mais, a natureza protestará… e fa-los-á pagar elevado preço… por numerosas dores no organismo, e várias doenças, tais como indisposição de fígado e pulmões, nevralgias, reumatismo, problemas da espinha, doenças renais e tumores cancerosos… Com freqüência ocorre uma súbita avaria da constituição, e a morte vem como resultado" (págs. 14 e 15).

"As mulheres possuem menos força vital do que o sexo oposto… O resultado do auto-abuso nelas é visto em várias doenças, tais como catarro, tontura, dor de cabeça, perda de memória e visão, grande fraqueza nas costas e cadeiras, dores na espinha e, com freqüência, queda da cabeça para trás… A mente é amiúde inteiramente arruinada e uma condição doentia prevalece… Estas são práticas tão suicidas quanto apontar uma pistola para o próprio peito… Entre os jovens o capital vital e o cérebro são tão severamente sobrecarregados em tenra idade que há deficiência e grande esgotamento, o que deixa o organismo exposto a doenças de vários tipos. Mas a mais comum dessas é a tuberculose" (pág. 17).

"Não há fim em vista para as doenças causadas pelo vício solitário". A esta asserção é adicionada uma enorme lista de enfermidades supostamente assim surgidas, entre as quais "epilepsia, danos à visão", "hemorragia nos pulmões, espasmos do coração e pulmões, diabetes, reumatismo, tuberculose, asma" e mais de uma dúzia de outras. Daí é passado em revista um caso. Uma criança de dois anos de idade, epiléptica e paralítica, foi levada a um médico. "Pelo mais vigilante emprego de meios mecânicos para confinar-lhe as mãos, cobrindo-lhe os órgãos genitais, etc., a criança foi, por fim, curada e agora desfruta de boa saúde".

Os especialistas Fernando Almeida (professor de urologia da Unifesp) e Arlete Gianfaldoni (ginecologista assistente do Hospital das Clínicas de SP) declaram que a masturbação, tanto para homens quanto para mulheres, não faz mal ao corpo ou mente do ponto de vista médico. E ainda segundo outros especialistas,  a masturbação: "Por muito tempo, foi entendida como um mau hábito e esse conceito equivocado foi transmitido de geração para geração." Explicam que já no século XVIII, devido a crendices e tabus, a masturbação era condenada pela sociedade, pela igreja, e pela própria ciência. Naquela época por exemplo, o Samuel Auguste Tissot escreveu um tratado sobre as consequências do ato da masturbação e destacou que esta poderia causar doenças mentais e cerebrais, bem como a fraqueza física, a palidez, o desinteresse geral e até os sinais de esquizofrenia e epilepsia.  Pela  afirmação desses profissionais, estudos  mostraram que a masturbação é uma prática natural e saudável e declaram: "Hoje sabemos que masturbação não causa impotência, distúrbios psicóticos ou qualquer outro dano físico, mental ou de desempenho sexual."
Alguns psicólogos entre os quais o Prof. Aurélio Bolsanello e a Dr. Maria A. Bolsanello, declaram que o que prejudica, não é o ato da  masturbação em si, mas a angústia que se associa a ela; ou seja, a ideia de culpa ou arrependimento pode originar graves traumas emocionais. Segundo Bolsanello, além da masturbação ser necessária para o adolescente, não é uma perversão, mas uma fase psicológica inofensiva derivada de um impulso sexual sadio. E ainda afirma: "Muitas interpretações errôneas são feitas sobre as consequências da masturbação, como: debilidade física, perda da virilidade, deficiência mental e prejuízos morais". E conclui: "Uma educação mais adequada se faz premente a pais e filhos a fim de corrigir-se um erro antigo que a tanto de nós faz sofrer e a história repetir-se."
A ciência recentemente provou que a masturbação ajuda a prevenir o câncer de próstata, bem como outros tipos de câncer, no homem, principalmente quando praticado por pessoas acima de 50 anos. Ao contrário de estudos anteriores, os cientistas estudaram apenas os efeitos da masturbação, enquanto os outros estudos consideravam também relações sexuais, que podem trazer infecções, e com isso, aumentar a ocorrência de câncer de próstata. Um estudo realizado na Universidade de Nottingham, publicado em 29 de Janeiro de 2009, desmitifica a relação masturbação-câncer, ao atribuir a maior ocorrência de câncer à maior concentração de hormônios, e também ao aumento do apetite sexual, que seria efeito, e não causa. O tratamento por hormônios acaba por estimular, involuntariamente, as células cancerígenas.

### Lepra e carne de porco
Segundo a sra. White, comer carne de porco produz lepra. Ela declarou: "O comer porco tem produzido escrófulas, lepra e tumores cancerosos. O ingerir carne desse animal está ainda causando o mais intenso sofrimento à humanidade" (mensageira do senhor pg 281)(conselhos sobre regime alimentar pg 393).  As informações de uns especialistas indicam que essa crença(ou teoria) era muito antiga. Na descrição de Nancy de Pilla Montebello e Wilma Maria Coelho Araújo, os egípcios acreditavam na  transmissão da lepra pelo porco e por isso "criadores de porcos eram proibidos de entrar em templos egípcios".
Também segundo o relato da pesquisadora gastronômica Maria L. M. Cavalcanti, por essa mesma razão o porco não era pintado nas tumbas dos faraós, e os hebreus tinham essa mesma crença da transmissão da lepra pelo suíno.
Sobre a transmissão da doença, pesquisadores afirmam que o animal que pode transmitir a lepra além do homem, em alguns casos, é o tatu. Declaram: "a hanseníase constitui-se em uma das poucas doenças infecciosas em que um modelo animal não pode ser desenvolvido com sucesso, a não ser em situações especiais com tatus"
E ainda segundo a Dra Maria Eugenia N. Gallo (chefe do laboratório de hanseníase do Instituto Osvaldo Cruz - IOC ), o contágio é exclusivamente entre os seres humanos. Os pacientes da forma multibacilar (contagiosa) sem tratamento, eliminam os bacilos através do aparelho respiratório superior (secreções nasais, gotículas da fala, tosse, espirro).

### Amálgama – a polêmica dos parágrafos omitidos
Descrevendo um grande pecado, Ellen White relatou:
"Mas se há um pecado acima de todo outro que atraiu a destruição da raça pelo dilúvio, foi o aviltante crime de amálgama de homem e besta que deturpou a imagem de Deus e causou confusão por toda parte.". "Toda espécie de animal que Deus criou foi preservada na arca. As espécies confusas que Deus não criara, resultantes da amálgama, foram destruídas pelo dilúvio. Desde o dilúvio, tem havido amálgama de homem e besta como pode ser visto nas quase infindáveis variedades de espécies animais e em certas raças de homens.".
Segundo o artigo de Gordon Sigley e na opinião do escritor apologista Dirk Anderson, a afirmação da Sra White sobre o amálgama (mistura, fusão, cruzamento) de homem e besta (animal) foi uma das mais controvertidas e embaraçosas para seus seguidores. Na opinião de Dirk, a afirmação da sra. White parecia indicar que ela cria que, a união sexual entre seres humanos e bestas (animais) antes e depois do dilúvio produziu espécies diferentes, amalgamadas (e que Deus não criara). A citação da sra White,diz que os resultados do amálgama podiam ser vistos "em certas raças de homens." Já na época, esses parágrafos causaram sérias perguntas, como: Quais raças são resultado da amálgama? Em 1868, o dirigente adventista Urias Smith publicou sua defesa de Ellen White. Nesse livro, Smith conjecturava que a união entre seres humanos e bestas havia criado raças como os  bosquímanos (indígenas) da África, algumas tribos de hotentotes, entre outras. A Sra White não fizera qualquer declaração com respeito à defesa de Urian Smith. Tiago White o marido de Ellen White, revisou o livro de Smith antes da publicação e o recomendou aos leitores da revista oficial da igreja, a Review and Herald.  E no mesmo ano, o Sr e a Sra White levaram 2.000 exemplares do livro de Smith consigo para oferecê-los durante as reuniões campais.
Os parágrafos sobre o amálgama voltaram a ser publicados em 1870 no livro Spirit of Prophecy, Vol. 1, e continuaram causando controvérsia.
Durante anos, vários homens haviam oferecido diferentes interpretações das declarações de Ellen White. "críticos e apologistas de Ellen White postaram-se em batalha em torno desse assunto de elevada carga emocional." Em setembro de 1947, houve uma reunião onde quinze dos mais importantes líderes eclesiásticos adventistas estavam presentes para ouvir dois biólogos adventistas, o Dr. Frank L. Marsh e o Dr. Harold W. Clark, debaterem o sentido de tais declarações publicadas no século XIX pela profetisa de sua igreja, Ellen G. White. As posições dos biólogos eram diferentes. O Dr Clark afirmava que a Sra White realmente referia-se ao cruzamento de seres humanos com animais. Mas o Dr Marsh defendia a interpretação de cruzamentos separados: humano com humano, animal com animal. Houve uma batalha de argumentos, sem haver consenso completo. "a controvérsia nunca foi totalmente superada.
O Centro de pesquisas Ellen White (CentroWhite), aceitando a versão defendida pelo Dr Marsh, declara que a Sra. White nunca sugeriu a existência de seres subumanos ou qualquer tipo de relação híbrida animal/homem. Ela falou sobre "espécies animais" e "raças humanas", mas não sobre algum tipo de amálgama de animais com seres humanos. "Nenhum dicionário jamais usou a palavra "amalgamação" para descrever a coabitação de homem com animal. O emprego da palavra no século XIX incluía a miscigenação de diversas raças". E acrescentam: "Reconhecemos, porém que estudantes sérios dos escritos de Ellen White divergem sobre o que ela queria dizer por amalgamação. A responsabilidade da prova repousa sobre aqueles que afirmam que a Sra. White deu ao termo um novo e estranho significado.
Apoiando a tese de Frank L. Marsh, o adventista Dr  Francis D. Nichol escreveu o livro: Ellen White and her Critics, onde  Nichol diz que a amalgamação (humano com humano) referia-se ao cruzamento da raça (ímpia-dos homens) de Caim, com a raça (crente-de Deus) de Seth. E os animais ao se cruzarem em diferentes raças, também estavam cometendo crime, ou pecado contra a lei natural de Deus. Nichol declarou:  "Acreditamos que o significado da frase-chave em questão é encontrado por sua compreensão de leitura: "amálgama de homem e [de] besta."  Assim, a passagem seria falar do amálgama de diferentes raças da humanidade e da fusão de diferentes raças de animais.  A construção gramatical e de uso comum nos permitem compreender "de" como sendo implícita".
Após 1871, os parágrafos do amálgama foram omitidos das edições posteriores.  E o filho de Ellen White,   W.C. White, explicou: "Quanto aos dois parágrafos que se encontram em Spiritual Gifts e também em Spirit of Prophecy, relativamente ao amálgama e à razão por que foram omitidos dos livros posteriores, e à questão de quem assumiu a responsabilidade de omiti-los, posso falar com perfeita clareza e convicção. Eles foram omitidos por Ellen G. White".  "A Sra. White não só tinha bom juízo baseado numa compreensão clara e abarcante das condições e as conseqüências naturais de publicar o que escrevia, como muitas vezes recebia instruções diretas do anjo do Senhor em relação com o que devia ser omitido ou acrescentado nas novas edições.".
Para o sr. Dirk Anderson, essa explicação de relação entre raças (humanos com humanos e animais com animais) criou outras perguntas, como: "Como poderiam as relações sexuais entre parceiros humanos casados serem descritos  como "alvitante crime"? Será que Deus não honra o casamento, independentemente de serem ou não, ambos os parceiros da mesma raça ou crença?"  "Se casar com uma mulher ímpia  foi um "alvitante crime" digno da destruição da raça humana, porque a Bíblia diz que o casamento de Sansão com uma filistina foi "do Senhor?"   "Como poderiam os resultados de cruzamento (ou casamento) entre pessoas de diferentes fés,  agora "ser visto"  em "certas raças de homens?"  Quais são as raças com visíveis evidências de fusão entre crentes e não crentes"?  e: "Como poderia união entre as diferentes espécies de animais ser um alvitante crime?  Os animais não têm essa capacidade moral para cometer tal crime!"
Em seu artigo, Gordon Shigley declarou:
"Por anos a comunidade adventista presumiu que a Sra. White cria que parte da queda do homem envolveu união sexual de homem com animal e defendeu seus pontos de vista como científicos. Depois de 1947, a posição prevalecente mudou e prosseguiu assim por 35 anos. Incapaz de conciliar a mais óbvia leitura das declarações de Ellen White com a ciência, e com um compromisso para com a igualdade genética entre as raças, a Igreja aceitou a engenhosa interpretação de Marsh sobre o que Ellen White quisera dizer. Ellen White realmente creu que amálgama de homem com besta teve lugar.

## Sobre plágio
Ellen White frequentemente fazia uso de fontes literárias para comunicar suas mensagens, o uso de outros autores por esta escritora não era limitado a material histórico ou geográfico, mas incluía outras áreas de conhecimento. Uma análise feita por um empresa especialista em roubo de patente informou que Ellen White não plagiou as informações; porque na época em que escreveu os livros isso não era considerado crime de plágio nas leis americanas e, também usou livros sem direitos autorais, Ellen White usou os escritos de outros autores adaptando as citações, de maneira que os tornou singularmente seus. Seu defensores dizem que ela “emprestou as ideias de outros escritores".
Muitos críticos dela usam o Relatório Veltman - Um documento publicado pela própria Igreja Adventista do Sétimo Dia, refletindo uma pesquisa científica sobre as bases literárias de Ellen G. White - de modo a confirmar seu plágio. Antes de qualquer leitura sumária das críticas, deve-se deixar clara a conclusão final de Fred Veltman (1990), o próprio autor do relatório, sobre o tema:

"Como eu ressaltei em meu relatório, a investigação se trata da questão de plágio. Enquanto nós não podemos liquidar esta questão aqui, nem desejo eu minimizar sua importância, a minha opinião pessoal é que ela não é culpada de tal prática

Em 1982, exatamente cem anos após a publicação de Primeiros Escritos, que não trazem propriamente os primeiríssimos escritos de Ellen G. White, a Igreja Adventista do Sétimo Dia solicitou a um de seus eruditos, o Dr. Fred Veltman, então chefe do departamento de religião do Pacific Union College [Colégio União do Pacífico], que analisasse as acusações de plágio atribuídas a Ellen White por Walter Rea, autor do livro The White Lie [A mentira White], e outros. Após dedicar oito anos ao estudo da matéria, a revista oficial da denominação para seus ministros, Ministry Magazine, publicou um relatório oficial contendo um resumo do resultado da investigação do Dr. Veltman, especialmente no que se refere ao O Desejado de Todas as Nações, sempre considerada a "obra prima", ou o mais primoroso dentre os escritos da escritora.
Embora, indubitavelmente, o tema seja do maior interesse de toda a comunidade adventista, o resultado da investigação de Veltman restringiu-se a essa publicação, nunca tendo alcançado a membresia adventista norte-americana e, muito menos, mundial. Atualmente, o relatório completo (de 2.561 páginas) está disponível nos Arquivos da Associação Geral no item "Life of Christ Research Project". Eis alguns trechos dessa pesquisa, tal como apareceram no número de Ministry de novembro de 1990:
A "conclusão" de nº 4 no estudo de Veltman é que Ellen White empregou um mínimo de 23 fontes de vários tipos de literatura, inclusive ficção, em seus escritos . sobre a vida e natureza de Cristo]. Mas acrescenta: "Na verdade, não há meios de saber quantas fontes [exatamente] estão representadas na obra de Ellen White sobre a vida de Cristo".

Ministry indagou a Robert Olson, na ocasião secretário do Patrimônio White, se estava satisfeito com a investigação de levada a cabo por Veltman: "Estou totalmente satisfeito com esse estudo. Ninguém poderia ter feito um melhor trabalho. Ninguém. Ele [Veltman] o fez como o faria uma pessoa neutra, não como um apologista"..

## Sobre possível doença mental
Segundo alguns estudiosos Ellen White sofria de doenças mentais causadas por uma pedrada que levou em sua cabeça quando era criança. Assim sendo, as visões, revelações e profecias que ela tinha podem ter sua origem em alucinações e delírios provocados por algum dano cerebral causadas pelo traumatismo..

## Sobre profecias discutíveis
"Por algum tempo depois da decepção de 1844, mantive, juntamente com o corpo do advento, que a porta da graça estava para sempre fechada para o mundo. Este ponto de vista foi adotado antes de minha primeira visão. Foi a luz a mim concedida por Deus que corrigiu o nosso erro, e habilitou-nos a ver a verdadeira atitude.".
"Foi-me mostrado o grupo presente à assembléia. Disse o anjo: 'Alguns, pasto para os vermes, alguns sujeitos às sete últimas pragas, alguns estarão vivos e permanecerão na Terra para serem trasladados por ocasião da vinda de Jesus.".
"Vi também que a velha Jerusalém jamais seria reconstruída, e que Satanás estava fazendo o máximo para levar a mente dos filhos do Senhor para essas coisas agora,...”.
"Logo ouvimos a voz de Deus, semelhante a muitas águas, a qual nos anunciou o dia e a hora da vinda de Jesus. Os santos vivos, em número de 144.000, reconheceram e entenderam a voz, ao passo que os ímpios julgaram fôsse um trovão ou terremoto. Ao declarar Deus a hora, verteu sobre nós o Espírito Santo, e nosso rosto brilhou com esplendor da glória de Deus, como aconteceu com Moisés, na descida do monte Sinai.".
“Em 1833... apareceu o último dos sinais prometidos pelo Salvador como indícios de seu segundo advento. Disse Jesus: estrelas cairão do céu (Mateus 24:29). E S. João, no Apocalipse declarou, ao contemplar em visão as cenas que deveriam anunciar o "dia de Deus": «E as estrelas do céu caíram sobre a terra, como quando a figueira lança de si os seus figos verdes, Abalada por um vento forte» (Apocalipse 6:13). Esta profecia teve notável e impressionante cumprimento na grande chuva meteórica de 13 de novembro de 1833"..
"Quando a Inglaterra declarar guerra, todas as nações terão seu próprio interesse em acudir, e haverá guerra geral e confusão geral.” - profecia referente ao envolvimento da Inglaterra na Guerra da Secessão, fato nunca ocorrido. Embora quando a Inglaterra entrou na 1ª Guerra Mundial todos os países envolvidos, queriam posses da Africa onde as colônias britânicas eram muito numerosas.
"Em 1847, enquanto os irmãos estavam reunidos no sábado em Topsham, Maine, o Senhor deu-me a seguinte visão: Sentíamos um incomum espírito de oração .... Estávamos muito felizes. Logo perdi de vista as coisas terrestres e fui arrebatada em visão da glória de Deus. Vi um anjo que voava ligeiro para mim. Rápido levou-me da Terra para a Cidade Santa. Na cidade vi um templo no qual entrei."

## Declarações doutrinárias heterodoxas
“[...] em 1844 Cristo entrou no mais santo lugar do santuário celestial, para terminar o trabalho de expiação, preparatório de Sua Vinda”.
“Para fazer expiação por todos aqueles que se mostrassem aptos para receber os benefícios da mesma”.
“[...] em 1844. Assistido por anjos celestiais, nosso grande Sumo Sacerdote entra no lugar santíssimo, e ali comparece à presença de Deus a fim de Se entregar aos últimos atos de Seu ministério em prol do homem, a saber: realizar a obra do juízo de investigação e fazer expiação por todos os que se verificarem com direito aos benefícios da mesma”.
"Satanás não somente arrastou o peso e castigo de seus próprios pecados, mas também dos pecados da hoste dos remidos, os quais foram colocados sobre ele; e  também deve sofrer pela ruína de almas, por ele causadas.".
"Por quatro mil anos estivera a raça a decrescer em fôrças físicas, vigor mental e moral; e Cristo tomou sobre Si as fraquezas da humanidade  degenerada. Unicamente assim podia salvar o homem das profundezas de sua degradação." .
“Santificar o Sábado ao Senhor importa em salvação eterna”..
"Foi-me mostrada então uma multidão que ululava em agonia. Em suas vestes estava escrito em grandes letras: Pesado foste na balança, e foste achado em falta. Perguntei (ao anjo) quem era aquela multidão. O Anjo disse: Estes são os que já guardaram o sábado e o abandonaram” .
" Vi um trono, e assentados nele estavam o Pai e o Filho."... " Vi o Pai erguer-se do trono e num flamejante carro entrar no santo dos santos para dentro do véu, e assentar-Se. Então Jesus Se levantou do trono e a maior parte dos que estavam curvados ergueram-se com Ele." ... " Então Ele ergueu o Seu braço direito, e ouvimo-lo dizer com Sua amorável voz: 'Esperai aqui; vou a Meu Pai para receber o reino; guardai os vossos vestidos sem mancha, e em breve voltarei das bodas e vos receberei para Mim mesmo.' Então um carro de nuvens, com rodas como flama de fogo, circundado por anjos, veio para onde estava Jesus. Ele entrou no carro e foi levado para o santíssimo, onde o Pai Se assentava. Então contemplei a Jesus, o grande Sumo Sacerdote, de pé perante o Pai.".
" Moisés passou pela morte, mas Cristo desceu e deu-lhe vida antes que seu corpo visse a corrupção. Satanás procurou reter o corpo, pretendendo-o como seu; mas Miguel ressuscitou Moisés e levou-o ao Céu." "... Satanás maldisse amargamente a Deus, acusando-O de injusto por permitir que sua presa lhe fosse tirada; Cristo, porém, não repreendeu a Seu adversário, embora fosse por sua tentação que o  servo de Deus houvesse caído. Mansamente remeteu-o a Seu Pai, dizendo: 'O Senhor te repreenda.'" .
“Devem, pois, os médicos continuar a recorrer às drogas, que deixam um mortífero mal no organismo, destruindo a vida que Cristo veio restaurar? Os remédios de Cristo limpam o organismo. Satanás, porém, tentou o homem a introduzir no organismo aquilo que enfraquece a máquina humana, obstruindo e destruindo as delicadas e formosas disposições de Deus. As drogas ministradas aos doentes não restauram, mas destroem. As drogas não curam nunca. Em vez disso, colocam no organismo sementes que trazem colheita muito amarga.”